# Agasicles hygrophila
Agasicles hygrophila — вид листоїдів з підродини Galerucinae.

## Опис
У довжину досягають 4-6 мм. Поширений у Південній Америці, був інтродукований звідти, у 90-х роках XIX століття, у США Agasicles hygrophila харчується рослинами виду Alternanthera philoxeroides.